# Dicée de Ceylan
Pachyglossa vincens
Espèce
Statut de conservation UICN

 NT  : Quasi menacé
Le Dicée de Ceylan (Pachyglossa vincens) est une espèce de passereau placée dans la famille des Dicaeidae.

## Description
C'est un petit Dicée de 10 cm de longueur, avec une queue courte, avec un bec court, recourbé  et épais et une langue tubulaire. Il a le dessus bleu-noir, une gorge et le haut de la poitrine blanc, le bas de la poitrine et le ventre jaunes. La femelle est plus terne, avec des parties supérieures brun-olive.

## Alimentation
Les caractéristiques de sa langue reflètent l'importance du nectar dans son régime alimentaire, mais il se nourrit également de baies, d'araignées et d'insectes.

## Reproduction
La femelle pond deux œufs dans un nid suspendu à une branche d'arbre.

## Répartition
Il est endémique du sud-ouest du Sri Lanka.

## Habitat
Il vit dans les forêts et autres zones boisées, y compris les jardins.